# (38203) Sanner
(38203) Sanner est un astéroïde de la ceinture principale.

## Description
(38203) Sanner est un astéroïde de la ceinture principale. Il fut découvert le 19 juin 1999 à l'Observatoire Junk Bond par Jeffrey S. Medkeff et David B. Healy. Il présente une orbite caractérisée par un demi-grand axe de 2,53 UA, une excentricité de 0,12 et une inclinaison de 5,9° par rapport à l'écliptique.

## Compléments